# Jagdfliegergeschwader 8
Das Jagdfliegergeschwader 8 (JG-8) war ein fliegender Verband in Regimentsstärke der NVA-Luftstreitkräfte in direkter Unterstellung der 1. Luftverteidigungsdivision. Es trug seit 1972 den Ehrennamen Hermann Matern.

## Geschichte
Das Geschwader wurde am 14. Dezember 1954 als 2. Kommando  des  III. Aeroklubs der Kasernierten Volkspolizei aufgestellt. Ursprünglicher Standort war der Flugplatz Preschen. Die erste Ausrüstung bestand aus Schuljagdflugzeugen vom Typ Jakowlew Jak-11.
Am 26. Dezember 1956 wurde das JG-8 als fliegender Kampfverband in die 1. Luftverteidigungsdivision der NVA eingegliedert. Ab 1957 erfolgte die Ausrüstung mit Jagdflugzeugen vom Typ MiG-15 und MiG-17. Am 2. Januar 1960 wurde das Geschwader auf den Flugplatz Marxwalde verlegt. Am 1. Januar 1961 erfolgte die Umbenennung in Jagdfliegergeschwader 8, zunächst abgekürzt als JFG-8, später als JG-8. In den 1960er-Jahren erfolgte eine Umrüstung auf Jagdflugzeuge vom Typ MiG-21. Am 1. März 1972 erhielt das Geschwader den Ehrennamen „Hermann Matern“; dieser war ein Jahr zuvor verstorben.

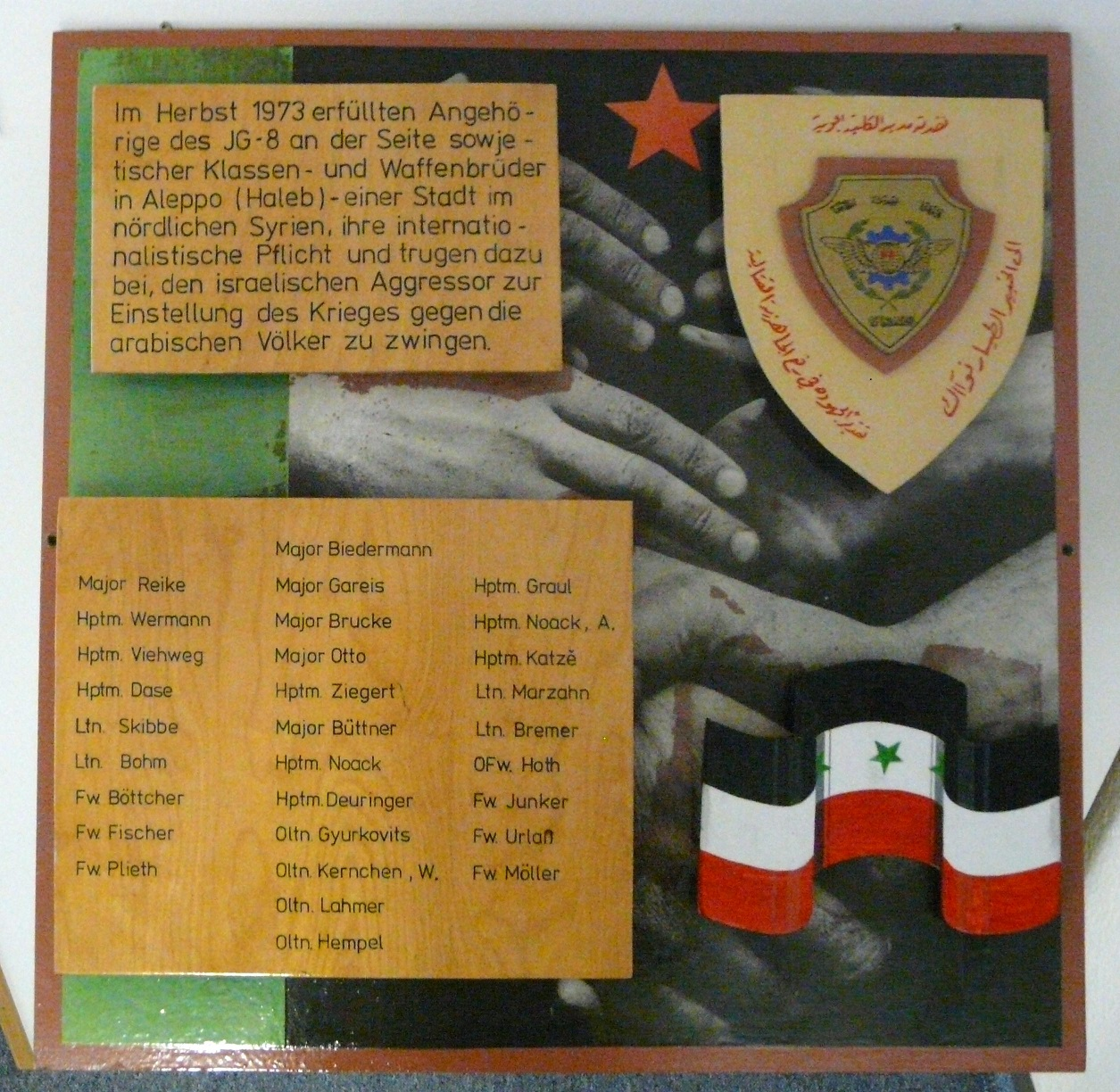
Schautafel aus dem Traditionszimmer des ehemaligen Jagdfliegergeschwader-8 zur Lieferung von zwölf MiG-21-Jagdflugzeugen der Einheit an Syrien während des Jom-Kippur-Krieges 1973 mit Namen der beteiligten Geschwaderangehörigen. (heute im Flugplatzmuseum Cottbus)

Während des Jom-Kippur-Krieges 1973 stellte das JG-8 der NVA in Syrien im Rahmen der Geheimoperation Aleppo zwölf mit drei Kampfsätzen, Munition und Raketen ausgestattete Abfangjäger vom Typ MiG-21M inklusive Piloten sowie etwa 30 Flugtechnikern.
Mit der Abwicklung der NVA im Jahre 1990 wurde das Geschwader aufgelöst.

## Kommandeure JG-8
| Dienstgrad, Name                 | Dienstzeit | Bemerkung                                                                                     |
| -------------------------------- | ---------- | --------------------------------------------------------------------------------------------- |
| Hauptmann Ralf Brandt            | 1956–1961  |                                                                                               |
| Major Wolfgang Büttner           | 1961–1968  | später Generalmajor u. Kommandeur Führungsorgan Front- u. Militärtransportfliegerkräfte (NVA) |
| Oberstleutnant Herbert Bohne     | 1968–1973  | später Kommandeur 1. Luftverteidigungsdivision (NVA)                                          |
| Oberstleutnant Siegfried Wünsche | 1973–1975  | später Oberst im Kommando LSK/LV                                                              |
| Oberstleutnant Rudolph Patzer    | 1975–1978  |                                                                                               |
| Oberstleutnant Jürgen Dieckmann  | 1979–1985  | 1984 Verdienter Militärflieger der DDR                                                        |
| Oberstleutnant Michael Kernchen  | 1985–1989  | 1989 Verdienter Militärflieger der DDR                                                        |
| Oberstleutnant Siegfried Lahmer  | 1989–1990  |                                                                                               |

## Flugzeugtypen
Im JG-8 wurden fast ausschließlich Flugzeuge des sowjetischen Konstruktionsbüros MiG eingesetzt. Abgesehen von der Jak-11 waren alle eingesetzten Muster Strahlflugzeuge.
| Einsatzzeitraum | Flugzeugtyp    |
| --------------- | -------------- |
| ab 1954         | Jak-11         |
| ab 1957         | MiG-15, MiG-17 |
| ab 1963         | MiG-21         |